# Leon Isa
Leon Isa, född 1 februari 2005, är en svensk fotbollsspelare som spelar för Norrby IF.

## Karriär
Isa började spela fotboll som sjuåring Kalmar FF och utmärkte sig tidigt som en stor talang, då han redan som 14-åring fick provspela med Tottenham Hotspur. Kort efter sin 16-årsdag blev Isa för första gången också uttagen i A-laget, då han var en del av den Kalmar FF-trupp som ställdes mot Malmö FF i en träningsmatch den 6 februari 2021.
Den 15 maj 2022 fick en 17-årig Leon Isa debutera i Allsvenskan, då han hoppade in i slutminuterna av 1-3-förlusten mot BK Häcken.
Under säsongen 2024 lånades Isa ut till IFK Berga som en del av ett samarbetsavtal som möjliggör att han kan spela för båda föreningarna.
I februari 2025 värvades Isa av Ettan-klubben Norrby IF, där han skrev på ett treårskontrakt.

## Statistik
| Klubb              | Säsong             | Liga               | Liga    | Liga | Nationell cup | Nationell cup | Internationell cup | Internationell cup | Övrigt  | Övrigt | Totalt  | Totalt |
| Klubb              | Säsong             | Division           | Matcher | Mål  | Matcher       | Mål           | Matcher            | Mål                | Matcher | Mål    | Matcher | Mål    |
| ------------------ | ------------------ | ------------------ | ------- | ---- | ------------- | ------------- | ------------------ | ------------------ | ------- | ------ | ------- | ------ |
| Kalmar FF          | 2022               | Allsvenskan        | 1       | 0    | 0             | 0             | -                  | -                  | -       | -      | 1       | 0      |
| Kalmar FF          | 2023               | Allsvenskan        | 0       | 0    | 1             | 0             | -                  | -                  | -       | -      | 1       | 0      |
| Kalmar FF          | 2024               | Allsvenskan        | 3       | 0    | 0             | 0             | -                  | -                  | -       | -      | 3       | 0      |
| IFK Berga (lån)    | 2024               | Division 2         | 4       | 3    | 0             | 0             | -                  | -                  | -       | -      | 4       | 3      |
| Totalt i karriären | Totalt i karriären | Totalt i karriären | 8       | 3    | 1             | 0             | 0                  | 0                  | 0       | 0      | 9       | 3      |